# Кинијалон
Кинијалон (енгл. Khinialon, (лат. Chinialus)) је био владар Кутригура од 540. до 551. године.
Као владар Кутригура наследио га је Синион (Sinnion).